# Franciszek Babel de Fronsberg

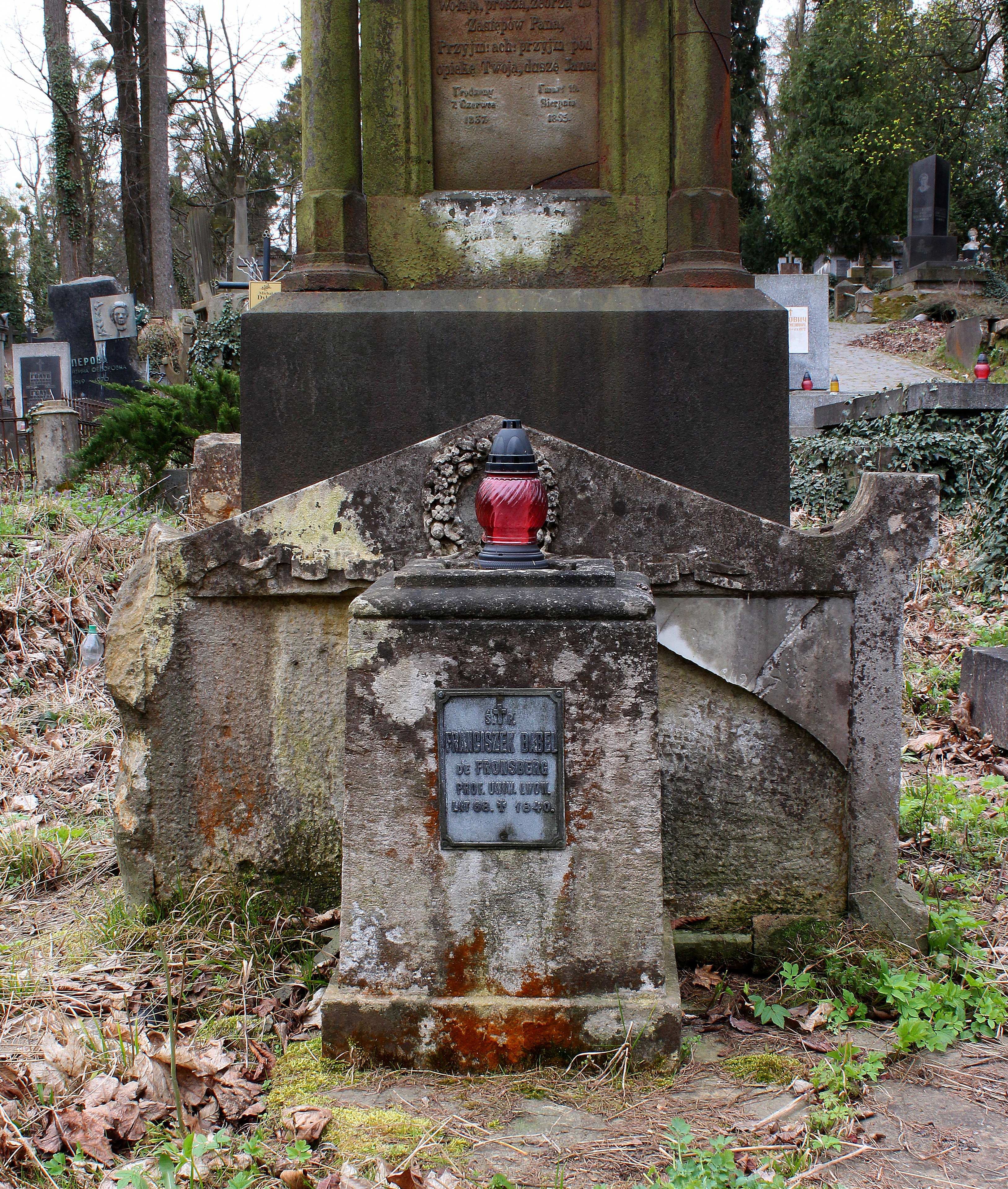

Franciszek Ernest Babel de Fronsberg (ur. 8 października 1773 w Javorniku, zm. 13 kwietnia 1841 we Lwowie) – polski uczony, rektor Liceum Lwowskiego w latach 1814/15 oraz Uniwersytetu Lwowskiego w latach 1839/40. 

## Życiorys
Ukończył w 1795 wydział medyczny Uniwersytetu Lwowskiego. Na Uniwersytecie wykładał o chorobach wewnętrznych. Opublikował pracę na temat gruźlicy płuc (Phtisis pulmonalis).
Florian Babel von Fronsberg, ojciec Franciszka Babla de Fronsberg, był sędzią, adiunktem skarbowym za czasów cesarza Franciszka II, któremu szlachectwo przywrócono i nadano 21 września 1793 roku wraz z herbem Babel.
Pochowany na Cmentarzu Łyczakowskim we Lwowie.
Potomkiem Franciszka Babla de Fronsberg jest Kazimierz Kajdewicz urodzony 29 sierpnia 1951 r., jeden z założycieli Stowarzyszenia Twórców Kultury w Tychach (zarejestrowane 4 maja 1993), pomysłodawca i pierwszy organizator "Tyskiego Lata Poetyckiego" rok 1992.